# كرابينا

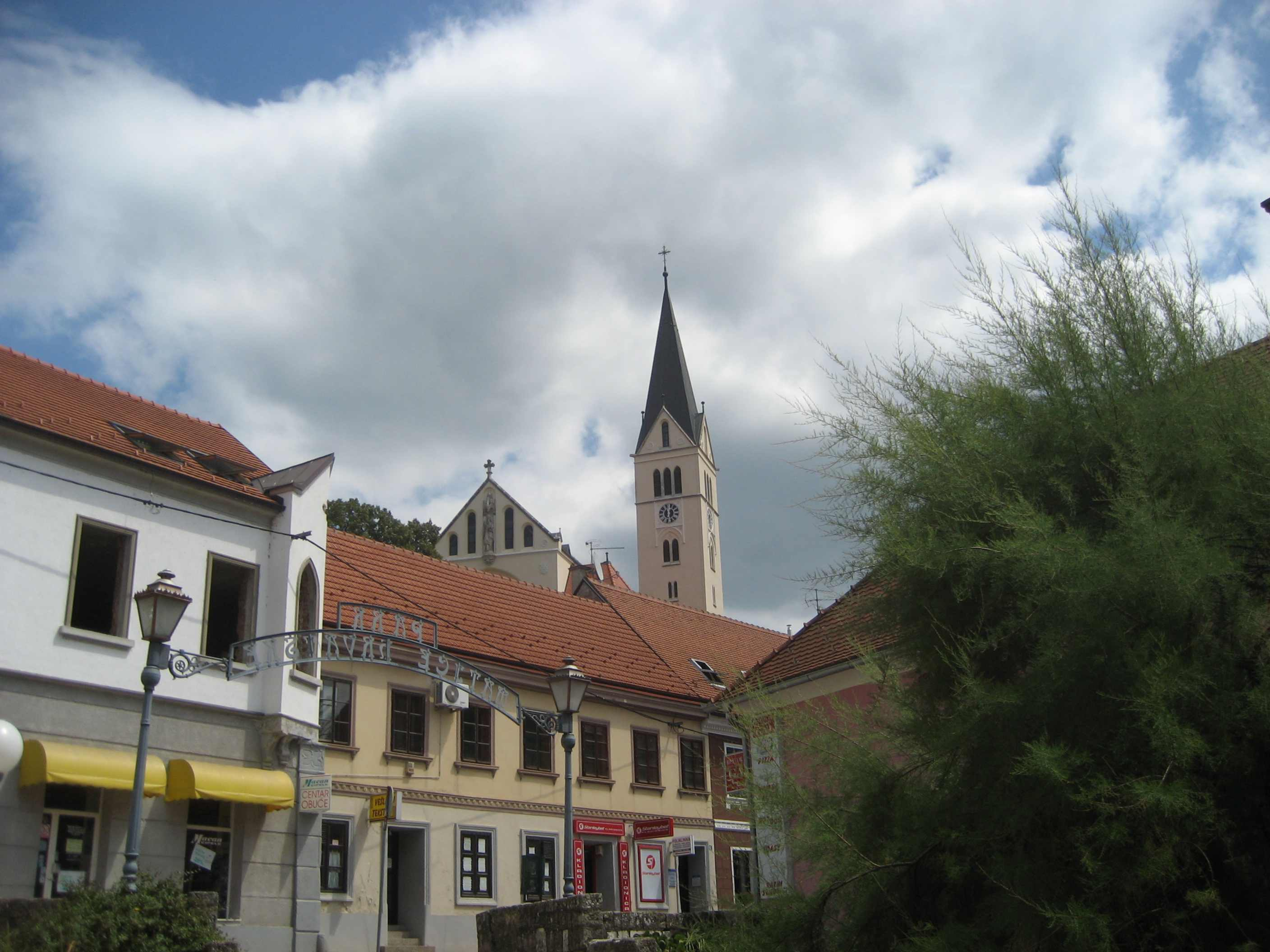
الطابع المعماري في كرابينا

مدينة كرابينا هي مدينة كرواتية وهي مركز مقاطعة كرابينا-زاغوريه.

## أعلام
- داركو هورفات